# Академічний симфонічний оркестр Санкт-Петербурзької філармонії
Академічний симфонічний оркестр Санкт-Петербурзької філармонії (рос. Академический симфонический оркестр Санкт-Петербургской филармонии, скорочено — АСО СПб філармонії) — один з найбільших симфонічних колективів Росії. Базується і виступає у Великому залі Санкт-Петербурзької філармонії.

## Історія
Оркестр з'явився в 1931 спершу як ансамбль при Ленінградському радіо. Пізніше отримав офіційну назву Великий симфонічний оркестр Ленінградського радіокомітету. В 1937-1950 головним диригентом оркестру був Карло Еліасберг.
У роки війни це був єдиний оркестр блокадного Ленінграду, у ньому працювали музиканти, що залишилися в місті. Великий симфонічний оркестр Ленінградського радіокомітету виступав на радіо і давав концерти (понад 400). 9 серпня 1942 відбулося історичне виконання Сьомої симфонії Дмитра Шостаковича, під керуванням Карла Еліасберга.
З 1953 оркестр стає другим колективом Ленінградської філармонії і змінює назву.
В 1964-1967 роках симфонічним оркестром Ленінградської філармонії керував Арвід Янсонс, в 1968-1976 роках — Юрій Темірканов.
З 1977 художнім керівником і головним диригентом оркестру є Олександр Дмитрієв.

## Головні диригенти оркестру
- 1937-1950 — Карло Еліасберг
- 1964-1967 — Арвід Янсонс
- 1968-1976 — Юрій Темірканов
- З 1977 — Олександр Дмитрієв